# Teatro Carlo Goldoni (Livorno)
Il Teatro Carlo Goldoni è il più importante teatro di Livorno, l'unico grande spazio teatrale cittadino sopravvissuto ai bombardamenti della seconda guerra mondiale e alle speculazioni del dopoguerra.
Nel teatro è allestito un percorso espositivo dedicato a Pietro Mascagni, dove sono conservati alcuni cimeli appartenuti al compositore livornese.

## Storia

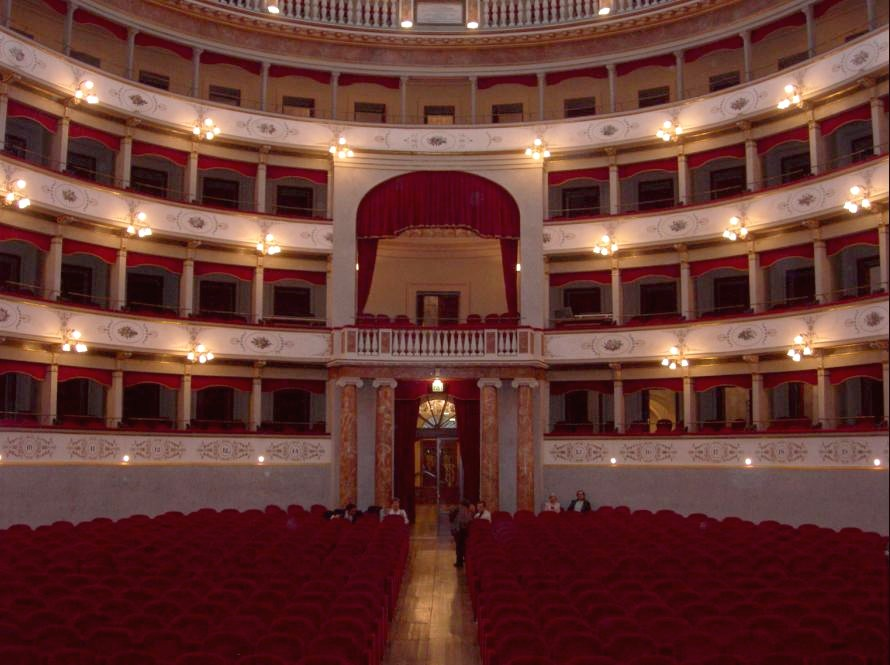
La sala grande col Palco Reale

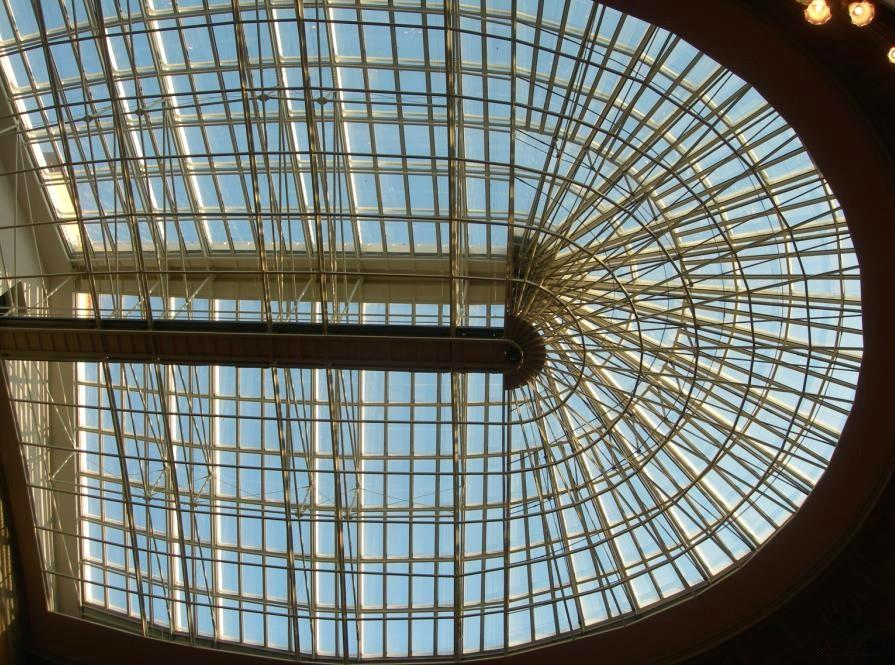
La copertura della sala

### La costruzione
Nel 1842 l'impresario Francesco Caporali, coadiuvato dal figlio Alessandro, pubblica un programma per la realizzazione di un nuovo e sontuoso teatro cittadino, destinato a rappresentazioni diurne e notturne. La progettazione viene affidata al giovane Giuseppe Cappellini, architetto livornese di cultura neoclassica, formatosi dapprima all'Accademia delle Belle Arti di Firenze e poi alla Scuola Michoniana di Livorno.
All'inizio del 1843 il Cappellini avanza un primo progetto, ancora non definitivo mentre, pochi mesi dopo, nell'agosto del medesimo anno, l'architetto presenta alla Deputazione sui lavori di pubblica utilità e ornato un progetto corredato da otto tavole che mostrano un maggiore grado di dettaglio; una sezione illustra la disposizione interna del teatro, con una vasta sala di forma ellittica (in realtà poi costruita a forma di ferro di cavallo) illuminata da un lucernario aperto alla sua sommità.
Per sfruttare al meglio lo spazio imposto dalle dimensioni relativamente ristrette del lotto, il Cappellini inserisce sulla facciata un portico carrozzabile, così da accogliere, al piano superiore, una parte del ridotto del teatro.
Già nel settembre 1843 sono avviati i lavori delle strutture murarie portanti, che si protrarranno per tutto l'anno seguente.
Frattanto l'architetto, conscio delle difficoltà realizzative del lucernario da aprirsi in mezzo alla copertura sala, modifica i suoi progetti, disegnando una copertura completamente trasparente in cristallo e sostenuta da una trama di travi in ferro. Si tratta di un episodio architettonico di grande importanza, che si colloca a pieno titolo nella storia dell'architettura del ferro e del vetro in Italia.
La copertura trasparente sarà posta in opera solo dopo il 1846 a causa dei numerosi ritardi subiti dalla fabbrica del Goldoni.
Il 24 luglio 1847 il Teatro Leopoldo, così chiamato fino all'Unità d'Italia quando sarà intitolato a Carlo Goldoni, viene inaugurato.
Tuttavia, a causa dei mancati finanziamenti da parte della committenza, il sontuoso apparato decorativo previsto dal Cappellini viene solamente accennato, risultando ben poca cosa rispetto a quello degli altri teatri cittadini.

### L'attività
Pochi anni dopo l'inaugurazione, il teatro subisce un rapido decadimento e viene restaurato negli anni che precedono l'Unità d'Italia; dopo alcuni passaggi di proprietà, nel 1869 viene acquistato dall'Accademia Goldoni. Complice la crisi di alcuni teatri cittadini, come il San Marco, questi sono gli anni che coincidono con una serie di spettacoli con le migliori compagnie del mondo; in particolare, nel 1890, con la rappresentazione di Cavalleria rusticana, l'attività del teatro raggiunge i massimi livelli. Infatti l'opera, del concittadino Pietro Mascagni, richiama a Livorno numerose personalità dell'epoca; da allora il teatro diviene un punto di riferimento per le opere di Mascagni.
Nel gennaio del 1891 il maestro Antonino Palminteri dirige la Gioconda di Amilcare Ponchielli.
Nel 1902 avviene la prima assoluta di Un dramma in montagna di Carlo Angeloni e nel 1915 dell'operetta Addio giovinezza! di Giuseppe Pietri.
Nonostante questo, al Goldoni si tengono rappresentazioni di ogni genere, compresi gli spettacoli di varietà ed i primi esperimenti in campo cinematografico.

L'interno del teatro addobbato per ospitare i delegati al XVII Congresso del Partito Socialista Italiano

Nel 1921 qui si registra la scissione del Partito Socialista che porterà, a seguito dell'assemblea tenutasi in un altro teatro cittadino (il suddetto San Marco), alla fondazione del Partito Comunista Italiano.
Con la seconda guerra mondiale l'edificio viene requisito dalle truppe alleate che qui tengono le loro rappresentazioni.
Nel dopoguerra l'attività del teatro torna alla normalità fino agli anni ottanta. Allora, dichiarato inagibile, viene acquisito nel patrimonio comunale e sottoposto ad un impegnativo restauro. Le operazioni di recupero si concludono all'inizio del 2004; il 24 gennaio si tiene l'inaugurazione alla presenza del Presidente della Repubblica Carlo Azeglio Ciampi, con la rappresentazione della Cavalleria rusticana, celebre opera di Pietro Mascagni.

## Il restauro
Il restauro del teatro è stato portato avanti, tra molte difficoltà, in diverse fasi:
- nel dicembre del 1997 viene portato a termine il restauro dell'elegante facciata, ornata da due ordini di arcate a tutto sesto;
- nel marzo 1999 si inaugura il ridotto del teatro, detto La Goldonetta, caratterizzato da una volta a vela che copre l'intera platea;
- nel gennaio 2004 il restauro è finalmente completato, con il ripristino della copertura in acciaio e vetro (oscurata agli inizi del Novecento), l'adeguamento della sala grande alle normative di sicurezza con una sensibile riduzione della capienza massima (cosa che ha permesso di non aprire ulteriori uscite nella sala, che avrebbero mutato l'architettura originaria), l'ampliamento dei locali tecnici e dei camerini ed il restauro delle decorazioni.

## Il Goldoni in numeri

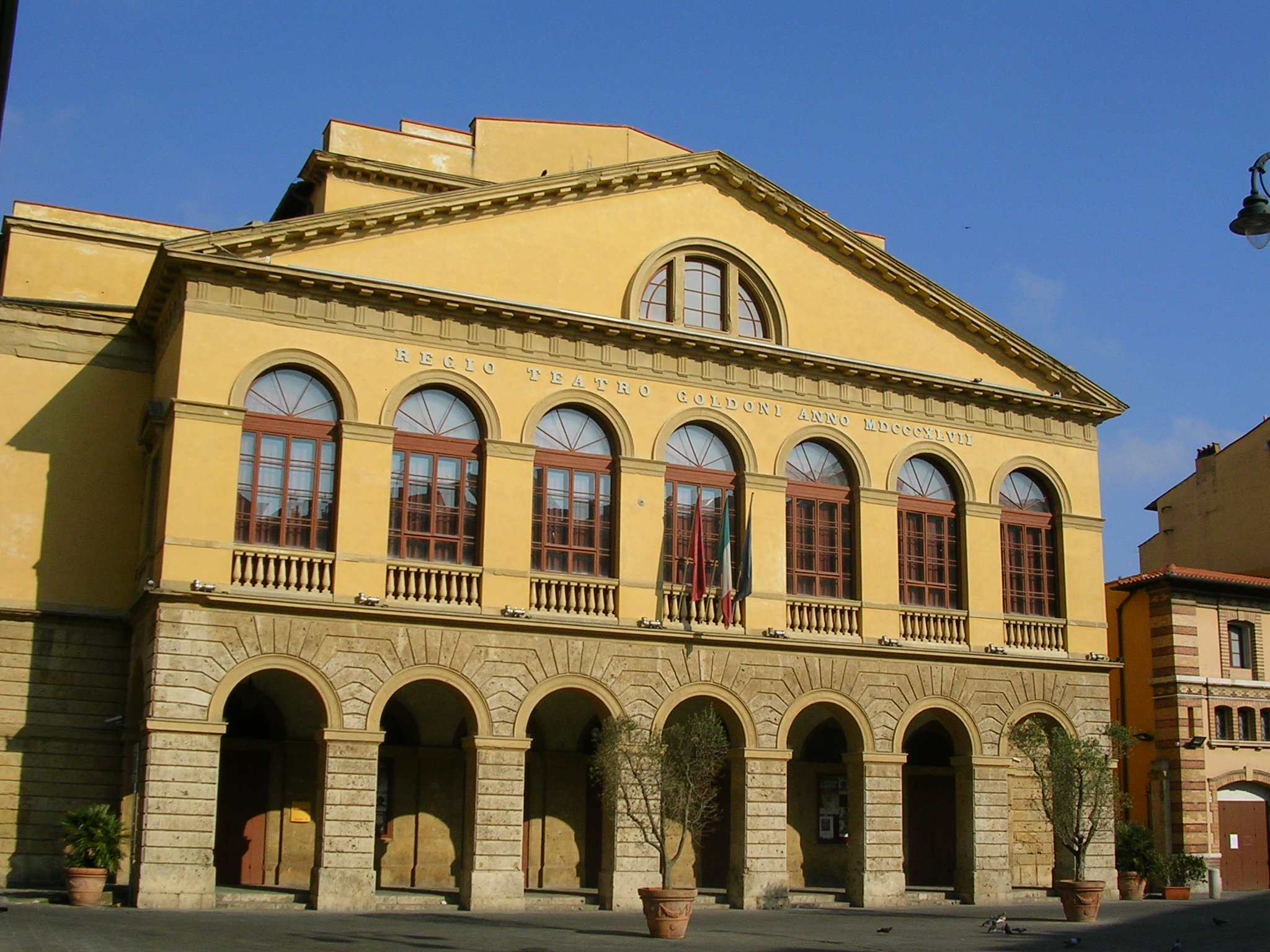
La facciata del Teatro Goldoni

- L'edificio presenta in pianta una larghezza di oltre 30 metri e circa 80 metri di lunghezza massima;
- l'interno conta 115 palchetti, oltre al Palco Reale, disposti su 4 ordini e sormontati da un loggione chiuso da una balaustra;[11]
- la platea è larga e lunga circa 20,5 metri, mentre l'altezza da terra fino alla copertura della sala è di circa 26 metri;[12]
- la capienza, assai ridotta rispetto al passato a causa delle severe norme in materia di sicurezza, è di 950 persone per la sala grande e circa 200 per la Goldonetta;[13] secondo il programma della committenza, in origine il teatro poteva ospitare ben 3000 spettatori;[14]
- la copertura vetrata, nelle quali sono stati lasciati alcuni elementi in ferro dell'epoca del Cappellini, ha una superficie di circa 600 metri quadrati;[15]
- l'arco scenico ha una luce di 20 metri;[16]
- il palcoscenico misura 470 metri quadrati;[17]
- i camerini sono stati ricavati in un edificio attiguo al teatro, avente una superficie di 700 metri quadrati;[18]
- i lavori di restauro portati a termine nel 2004 sono costati complessivamente oltre 17 milioni di Euro.[19]